# MUCC
MUCC (jap. ムック, mukku) ist eine 1997 gegründete japanische Band, die sich einer stilistischen Abspaltung des Visual Kei zuordnen lässt. Mucc verbinden verschiedene Musikgenres; hier besteht eine Verschmelzung der populären japanischen Musik der 1970er Jahre mit sehr eingängigen Melodien und westlichem Nu Metal.
Gitarrist und Bandleader Miya entschied sich für den Namen Mucc. Dieser war ursprünglich der Name einer Figur aus der japanischen Kindersendung Ponkickies. Mucc sind auch als 69 bekannt, da die Zahlenkombination sechs und neun (六九) im Japanischen auch „mukku“ gelesen werden kann.

## Bandgeschichte
Mucc wurde 1997 in der Präfektur Ibaraki gegründet. Die Gründungsmitglieder waren Sänger Tatsurou, damals unter dem Namen „Tattoo“ bekannt, Gitarrist Miya, Bassist Hiro und Schlagzeuger Satochi. Im darauffolgenden Jahr wurden 2 Demotapes, NO?! und Tsubasa wo kudasai, veröffentlicht. Das von Misshitsu Neurose records produzierte Aika folgte.
Im Februar 1999 verließ Hiro die Band und wurde durch Yukke, einen Freund Miyas aus Kindertagen, ersetzt. Die nächsten Demotapes Shuuka und Aka wurden veröffentlicht, bis am 25. Dezember das erste Mini-Album Antiiku veröffentlicht wurde, das ein halbes Jahr später in zweiter Pressung erschien.
2000 hatte die Band das erste Interview mit der bekannten japanischen Musikzeitschrift Fool’s Mate. Tattoo änderte seinen Namen in Tatsurou.
Es folgten das erste Album Tsuuzetsu sowie einige Singles. 2002 starteten Mucc ihr eigenes Label Shu bei Danger Crue Records und der offizielle Fanclub Shuu no to wurde gegründet. Im September wurde ihr zweites Album HoumuraUta veröffentlicht, dessen erste Pressung innerhalb kurzer Zeit ausverkauft war. Mitte 2003 wurden sie von dem Major Label Universal Gear unter Vertrag genommen.
Mit den Veröffentlichungen mehrerer Alben und einer unglaublichen Vielzahl von mehr als 600 Konzerten etablierten sie sich im japanischen Musikbusiness. Ihr Stil wandelt(e) sich von Album zu Album, genauso wie ihr Styling sich langsam vom Visual Kei entfernte und normaler wurde, da, so Tatsurou in einem Interview, das Make-Up nicht zu den Songs passe und die Musik ohne visuelle Hilfsmittel stehen soll.

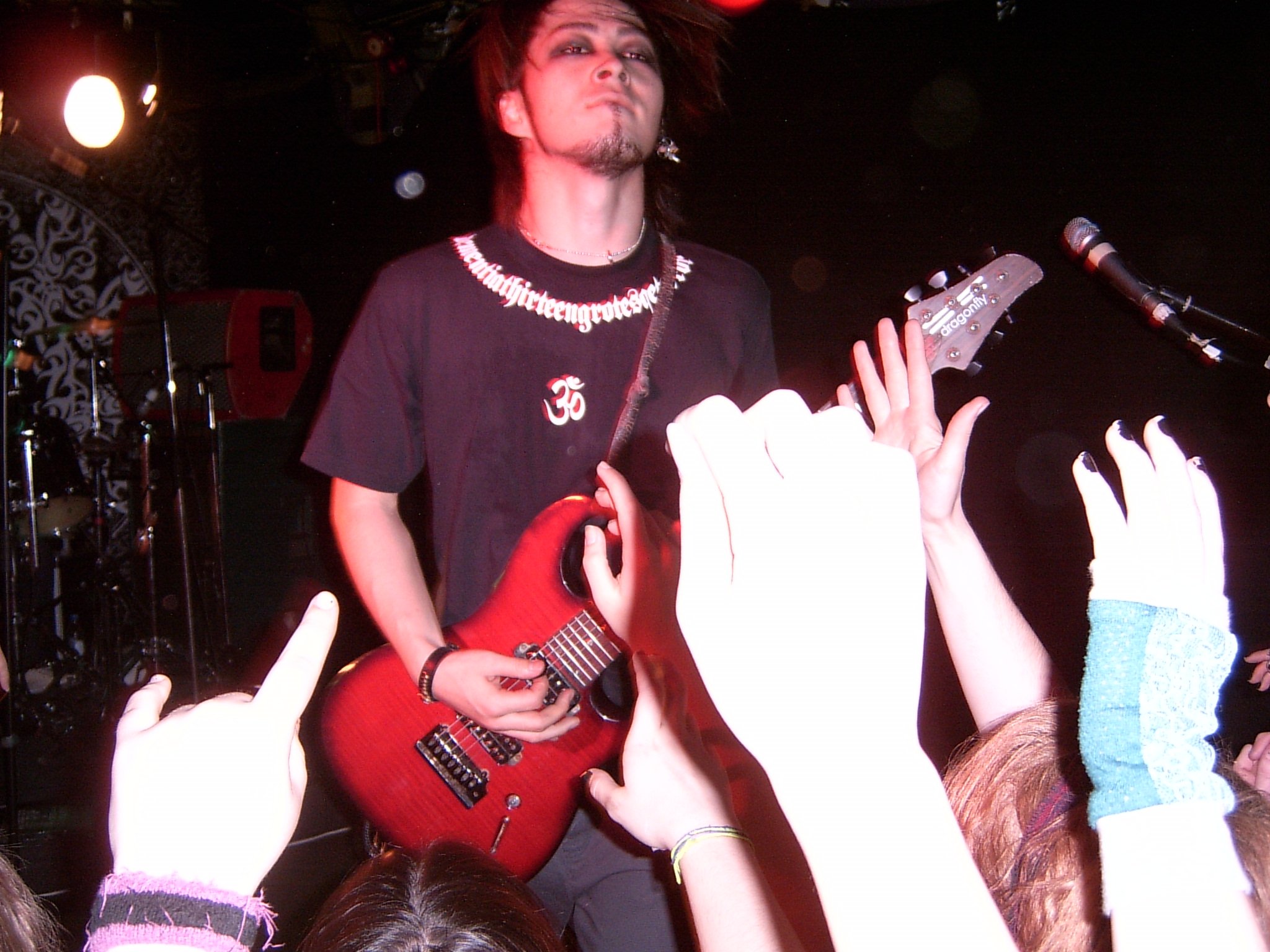
Mucc in London; Gitarrist Miya

Seit 2005 haben sie ihren Weg nach Deutschland gefunden. Das Label Gan-shin veröffentlichte bisher sechs ihrer Alben und eine ihrer Singles (Saishuu Ressha) und kündigte weitere Veröffentlichungen an. Es war auch das Jahr, in dem das erste europäische Konzert bestritten wurde. Seitdem spielten sie jedes Jahr in Europa, zuletzt 2007 im Zuge ihrer „World Tour“ u. a. am 23. März in Saarbrücken und ab dem 27. in Hamburg gemeinsam mit BALZAC. Es folgten die dt. Städte Köln, München und Berlin.
Relativ früh im Jahr 2008 haben sie bekannt gegeben, mit ihren japanischen Kollegen von D’espairsRay und The Underneath, Teil der Taste-of-Chaos-2008-Tour zu sein, die mitunter 46 Tourdaten quer durch ganz Amerika umfasste. Dort traten sie u. a. mit Bullet for My Valentine, Atreyu, Story of the Year, As I Lay Dying und Avenged Sevenfold auf, mit denen sie Freundschaften geschlossen haben.
Die Fortsetzung der Tour fand ab dem 9. Oktober in Hamburg statt und führte durch Europa, vor allem aber durch England.
Am 3. Oktober 2009 starteten Mucc ihre Solid Sphere Tour in Russland. Zum ersten Mal waren sie dabei auch in Lateinamerika und spielten zwei Shows in Chile und Mexiko. Das Abschlusskonzert fand am 16. November in Japan in der JCB Hall statt.
Mucc leiteten das Jahr 2010 mit einem Konzert zum Valentinstag in der NHK Hall ein, wo sie auch die Veröffentlichung ihres neuen Albums verkündeten. Karma wurde am 6. Oktober auf den Markt gebracht und verbindet Post-Disco und Dance Music mit ihrem bekannten Hard Rock und Heavy Metal Sound.
Das Jahr 2011 brachte am 21. Mai die Mucc History Gigs 97~11 Show im Nippon Budokan sowie den Wechsel zum Plattenlabel Sony Music Associated Records von Sony Music Entertainment Japan. Ihre Single Akatsuki wurde zunächst exklusiv auf diesem Konzert und am nächsten Tag verkauft, später wurde sie für den Online-Kauf zugänglich gemacht. Die Einnahmen kamen den Opfern des Erdbeben in Japan 2011 zugute. Muccs nächste Single Nirvana erschien am 7. März 2012 und wurde als Opening-Song für den Anime Inu x Boku SS verwendet. Das ist bereits der dritte Beitrag der Band für einen Anime; zuvor wurden schon Chain Ring als Ending-Theme für Zombie-Loan und Yakusoku als Opener für Night Raid 1931 verwendet.
Mucc haben für dasselbe Jahr ein weiteres Album, Aishū no Antique angekündigt, das digital nachbearbeitete Songs ihrer frühen Alben Antique and Aishū sowie ein 32 Seiten starkes Booklet beinhalten soll. Außerdem werden gleich drei Live-DVDs vom Mucc vs ムック vs Mucc Konzert, das anlässlich des 15. Jubiläums der Band am 9. Juni 2012 in der Makuhari Messe stattfand, veröffentlicht.

## Musik
Die Musik von Mucc ist melodischer, gefühlsbetonter Hard Rock, der auf Grund Tatsurous variabler und ausdrucksstarker Stimme einer traditionellen fernöstlichen Weise zuzuordnen ist. Einige Lieder weisen an manchen Stellen Reggae- oder Blues-Einschläge auf, andere gehen in die Richtung Thrash Metal.
Auffällig ist die Melancholie und die Sehnsucht, die vor allem in ihren melodiöseren Liedern zum Vorschein tritt. Miya und Tatsurou sind die Hauptsongwriter, einzelne Songs wurden von den anderen Mitgliedern geschrieben. Sie nehmen darin Bezug auf Depression, Verzweiflung, Angst, Weltschmerz, Liebe und Freundschaft. Manche Texte handeln von ihrer Ablehnung gegenüber der japanischen Gesellschaft der Gegenwart. So haben sie Tokio den negativ geprägten Song Akasen gewidmet.
Auf dem Album Gokusai zeigen sich MUCC von ihrer bisher facettenreichsten Seite. So klingen einige Songs, als stammten sie von Homura Uta-Zeiten, während andere den modernen Stil von Mucc (wie auf dem Album 6) aufzeigen. Gokusai beinhaltet unter anderem die Stilrichtungen Reggae und Pop. Auf dem Album Shion kommen zum ersten Mal elektronisch verfremdete Instrumente und Synthesizer zum Einsatz. Im Gegenzug dazu gibt es auf dem Album wie gewohnt auch „härtere“ Songs.
2010 tritt die Band bei ihrem ersten Konzert des Jahres in der NHK Hall in Shibuya, Tokyo auf, wobei sie sich vor allem in Sachen stilistischem und show-trächtigem Auftritt ganz neu präsentieren. Der Song „Yakusoku“ wurde der Opening Song des Anime „Senkou no Nightraid“.
Daraufhin erschien Karma im Herbst 2010. Dieses Album war im Vergleich zum Vorgängeralbum wieder recht elektronisch, doch nicht auf die düstere Art wie Shion. Auf der CD finden sich neben elektrolastigen Songs (Falling Down, Zeroshiki, Chemical Parade Blueday, Freesia) auch Balladen (A., Polaris, Hane), aber auch ein jazzig angehauchtes Lied (Daraku) oder schnellere, härtere Nummern mit Blechbläsern (Circus, Lion).
Nach dem 15-jährigen Jubiläum im Jahre 2012 folgte im August ein Re-Release namens Aishuu no Antique, der die beiden Klassiker Aishuu und Antique beinhaltete.
Im November 2012 folgte nach fast zwei Jahren Shangri-la, der Nachfolger von Karma. Während die Singles „Arcadia Feat. Daishi Dance“ und „Nirvana“ eher im Stile von Karma daherkamen, setzt Shangri-la auf die gewohnte bunte Mischung an Genres. Der Song „Mother“ wurde sogar als Ending für den Anime „Naruto“ benutzt, während „KyoranKyosho~21st Century Baby~“ für einen Horrorfilm namens Fuan no Tane verwendet wurde. Der Song Nirvana wurde im Winter 2012 für das Opening des Anime Ino X Boku SS verwendet.
Diesem Album folgten im Jahr 2013 die Singles Halo und World’s end, die auf dem Album The End of the World, welches 2014 erschien, die Tradition des Genre-Mixes fortsetzen.
Nach ihrer Europa-Tour im Frühjahr 2015 erschien im Sommer ihr Mini-Album T.R.E.N.D.Y. -Paradise from 1997-, welches als Konzeptalbum mit Elektro-Elementen („Suiren“, „D・f・D (Dreamer from Darkness)“) den Musikstil ihrer Vorbilder wie Korn („HATEЯ“) oder Visual-Kei-Bands aus den 1990ern („B.L.U.E -Tell me Kafka-“, „Rendez-vous“) aufgriff.
Ebenso gemischt war das Nachfolger-Album Myakuhaku aus dem Jahr 2017. So werden hier Pop („Classic“), Punk („Billy×2 ~Entwines Rock Stars~“), Disco-Sound aus den 70ern („Himitsu“) und Psychedelic Rock („Commune“) ebenso verarbeitet wie härterer Rock („Myakuhaku“, „Zettai Zetsumei“ oder „Fuka“).

## Bandmitglieder
Aktuelle Besetzung
- Sänger: Tatsurou (逹瑯) – Iwagami Tatsurou (岩上達郎)
- Gitarrist: Miya (ミヤ) – Yaguchi Masaaki (矢口雅哲)
- Bassist: Yukke – Fukuno Yusuke (福野優介)

Support-Mitglieder (Live und Studio)
- Schlagzeuger: Allen "Michael" Coleman (アレン) (seit 2021)
- Pianist, Orgelspieler, Keyboarder: Yoshida Tooru (吉田トオル) (seit 2019)

Ehemalige Mitglieder
- Bassist: Hiro (1997–1999)
- Schlagzeuger: Satochi (SATOち) – Takayasu Satoshi (高安悟史) (1997–2021)

## Diskografie

### Alben
- Antiiku (アンティーク, Mini-Album, 1999)
- Tsuuzetsu (痛絶, 2001)
- Tsuuzetsu ~Inshouchigai~ (痛絶～印象違~, 2001)
- Aishuu (哀愁, Mini-Album, 2001)
- HoumuraUta (葬ラ謳, 2002, erschien im Mai 2006 in Deutschland)
- Zekuu (是空, 2003, erschien Mai 2006 in Deutschland)
- Kuchiki No Tou (朽木の灯, 2004, erschien im September 2005 in Deutschland)
- Live at Roppongi (朽木の灯 ライヴ アット 六本木, 2005)
- Houyoku (鵬翼, 2005, erschien im Januar 2006 in Deutschland)
- 6 (2006, erschien im Mai 2006 in Deutschland)
- Cover Parade (2006, war nur auf einem Konzert in Japan zu haben; die Voraussetzung, um sie kostenlos zu bekommen, war das Vorzeigen aller CDs von MUCC)
- Gokusai (極彩, 2006, erschien am 23. Februar 2007 in Deutschland)
- Psychedelic Analysis (サイケデリックアナライシス, 2007)
- Worst of Mucc (2007)
- Best of Mucc (2007)
- Shion (志恩, 2008, erschien am 4. Juli 2008 in Deutschland)
- Kyutai (球体, 2009, erschien am 24. April 2009 in Deutschland)
- Coupling Best (2009)
- Coupling Worst (2009)
- Karma (カルマ, 2010)
- Shangri-La (2012)
- The End of the World (2014)
- Myakuhaku (2017)
- Kowareta Piano to Living Dead (壊れたピアノとリビングデッド, 2019)
- Aku (惡, 2020)
- Shin Sekai (新世界, 2022)
- Timeless (2023)

### Singles
- Syouhu/Hai (娼婦／廃, 2000)
- Aoban (青盤, 2001)
- Akaban (赤盤, 2001)
- Fu wo tataeru uta (負ヲ讃エル謳, 2002)
- Suisou (水槽, 2002)
- Fu wo tataeru uta (負ヲ讃エル謳, 2002)
- Ware, Arubeki Basho (Type A) (我、在ルベキ場所 (タイプA), 2003)
- Ware, Arubeki Basho (Type B) (我、在ルベキ場所 (タイプB), 2003)
- Ware, Arubeki Basho (Type C) (我、在ルベキ場所 (タイプC), 2003)
- Rojiura boku to kimi e (路地裏　僕と君へ, 2004)
- Monokuro no Keshiki (モノクロの景色, 2004)
- Kokoro no Nai Machi (ココロノナイマチ, 2005)
- Ame no Orchestra (雨のオーケストラ, 2005)
- Saisshu Ressha (最終列車, 2005; erschien Mai 2006 in Deutschland)
- Gerbera (ミヤガーベラ, 2006)
- Ryuusei (流星, 2006)
- Utagoe (謡声, 2006)
- Horizont (ホリズント, 2006)
- Libra (リブラ, 2007)
- Flight (フライト, 2007)
- Fuzz (ファズ, 2007)
- Ageha (アゲハ, 2008; produziert von Ken von L'Arc~en~Ciel)
- Sora to Ito (空と糸, 2009; produziert von Ken von L'Arc~en~Ciel)
- Freesia (フリージア, 2009; produziert von Ken von L'Arc~en~Ciel)
- Diorama (ジオラマ, 2009; nur als Download)
- Yakusoku (約束, 2010)
- Falling Down (2010)
- Akatsuki (2011)
- Arcadia (feat. Daishi Dance, 2011)
- Nirvana (2012)
- Mother (2012)
- Halo (2013)
- World’s end (2013)
- Ender Ender (2014)
- Yue ni, Matenrou (故に、摩天楼, 2014)
- Heide (ハイデ, 2016)
- Classic (2016)
- Jigen Bakudan (時限爆弾, 2018)
- Goner/World (2021)
- Ai no Uta (愛の唄, 2024)

### Sonstiges
- Luna Sea Memorial Cover Album -Re:birth- , Track 1: Déjàvu (2007)

### Videoalben
- Natsu No Tour (Nihon Rettou Konton Heisei Shinnoju) (日本列島混沌平成心ノ中, 2003)
- History DVD The Worst (ムックヒストリーDVD ザ・ワースト, 2004)
- Tonan no Hoyoku (図南の鵬翼, 29. März 2006)
- World Tour Final「666」 at Nippon Budokan (Live DVD ムックワールドツアーファイナル「666」 at 日本武道館) (2006)
- ~Live Chronicle~ (2007)
- ~Live Chronicle 2~ (2008)
- Live Chronicle 3 – „Kyutai“ in Nippon Budokan (2009)